# Polynoncus hemisphaericus
Polynoncus hemisphaericus är en skalbaggsart som beskrevs av Hermann Burmeister 1876. Polynoncus hemisphaericus ingår i släktet Polynoncus och familjen knotbaggar. Inga underarter finns listade i Catalogue of Life.